# Ješkova Ves
Ješkova Ves (in ungherese Jaskafalva) è un comune della Slovacchia facente parte del distretto di Partizánske, nella regione di Trenčín.